# Hester McFarland Solomon
Hester McFarland Solomon, née le 11 février 1943 à New Haven et morte le 5 octobre 2021 à Londres est une psychologue analytique jungienne américaine et britannique. Elle est présidente de l'Association internationale de psychologie analytique en 2010, deuxième femme à occuper cette fonction.

## Biographie

### Formation
Hester Solomon naît à New Haven, dans le Connecticut, de parents d’ascendance polonaise et écossaise. Elle obtient une licence à l'Université Tufts, suivie d'une maitrise au King's College de Londres. Elle achève sa formation clinique en 1977 auprès de la British Association of Psychotherapists de Londres,.

### Carrière
Elle collabore avec le psychiatre, Jack Kahn, à la publication d'un ouvrage traitant de la symbolique des épreuves de Job en 1975. Elle devient membre de l'Association internationale de psychologie analytique en 1977 et en est la présidente en 2010, seconde femme à exercer cette fonction.
En 2002 elle présente en français une communication à une conférence organisée à Paris par l'Association internationale d'histoire de la psychanalyse publiée ensuite en anglais sous le titre « Freud and Jung: an incomplete encounter ». En 2007 elle publie son autobiographie professionnelle, intitulée The Self in Transformation.
Elle meurt à 78 ans.

## Publications
- Jungian Thought in the Modern World, Londres, Free Association Books, 2000
- Contemporary Jungian Clinical Practice, Londres, Routledge, 2002
- The Ethical Attitude in Analytic Practice, Londres, Free Association Books, 2003 (ISBN 1 85343 558 9)[8]
- (en) Solomon, Hester McFarland, « Self creation and the limitless void of dissociation: the 'as if' personality », Journal of Analytical  Psychology, vol. 49, no 5,‎ novembre 2004, p. 635-56 (DOI 10.1111/j.0021-8774.2004.00493.x)
- The Self in Transformation, Routledge, 2007, 352 p. (ISBN 9780367328764)